# فت تونی
آنتونی "فت تونی" دامیکو (انگلیسی: Anthony "Fat Tony" D'Amico) نام دو شخصیت تخیلی دوره‌ای در مجموعه پویانمایی تلویزیونی سیمپسون‌ها است. 
صداپیشگی هر دو شخصیت  را جو مانتگنا به عهده داشته و نخستین بار در قسمت «بارت قاتل» در فصل سوم ظاهر شد. فت تونی یک گانگستر و رئیس مافیای اسپرینگفیلد است. سرسپردگان او عبارتند از لگز، لویی و جانی تایتلیپس، و خودش فرمانبر و زیردست دون ویتوریو دی ماجیو است. با مرگ فت تونی اصلی در قسمت «دونی فاتسو» از فصل بیست و دوم، پسرعموی تقریباً همسان این شخصیت به همین نام معرفی می‌شود. شخصیت‌ها تا حدودی شبیه مافیای واقعی آنتونی "فت تونی" سالراو هستند.